# Lucas Silva
Lucas Silva Borges (sinh ngày 18 tháng 2 năm 1993), thường được gọi là Lucas Silva, là một cầu thủ bóng đá người Brazil và đang chơi câu lạc bộ Tây Ban Nha Real Madrid ở vị trí tiền vệ.

## Sự nghiệp câu lạc bộ

### Cruzeiro
Sinh ra ở Bom Jesus de Goiás, Goiás, Silva gia nhập lò đào tạo trẻ của Cruzeiro vào năm 2007, lúc 14 tuổi, sau khi rời khỏi lò đào tạo của AE Ovel.
Năm 2012, Silva đã cho Nacional de Nova Serrana mượn, cho đến khi kết thúc giải đấu Campeonato Mineiro. Anh đã ra mắt vào ngày 10 tháng 3, trong trận thua 2-4 trên sân khách trước Atlético Mineiro; đó là lần đầu tiên anh xuất hiện trong giải đấu.
Ngày 26 tháng 4 năm 2012, sau khi trở về từ Nacional, Silva chắc chắn được lên đội một của huấn luyện viên Vágner Mancini. Anh thi đấu lần đầu tiên ở đội một - và Série A - vào ngày 18 tháng 7, khi vào sân trong hiệp hai thay thế cho Tinga trong một chiến thắng 2-0 trên sân khách trước Portuguesa. Lúc đầu anh chỉ là một phương án dự phòng, và chỉ xuất hiện 8 trận trong mùa giải chuyên nghiệp đầu tiên của mình.
Silva được sử dụng nhiều hơn trong năm 2013, sau sự xuất hiện của huấn luyện viên Marcelo Oliveira. Anh ghi bàn thắng chuyên nghiệp đầu tiên của mình vào ngày 1 tháng 9, một cú đúp trong trận thắng 5-3 trước CR Vasco da Gama trên sân nhà, và xuất hiện 23 trận trong mùa giải đội bóng của anh lên ngôi vô địch.
Trong năm 2014, Silva là nhân vật luôn có mặt ở hàng tiền vệ của Cruzeiro, xuất hiện thường xuyên và được bầu làm tiền vệ phòng ngự tốt nhất của giải đấu, khi một lần nữa đội bóng của anh vô địch.

### Real Madrid
Ngày 22 tháng 1 năm 2015, câu lạc bộ Tây Ban Nha Real Madrid đã đồng ý một khoản phí không được tiết lộ cho Lucas Silva, đồn đại là 14 triệu Euro (9,7 triệu Bảng). Anh được công bố bởi câu lạc bộ vào ngày hôm sau, và ký kết một hợp đồng năm năm rưỡi.
Tin đồn giải nghệ
Ngày 10 tháng 7 năm 2016, trong khi Lucas Silva thực hiện buổi kiểm tra y tế để chuyển từ Real Madrid sang Sporting Lisbon, thì anh được phát hiện mắc bệnh về tim và buổi kiểm tra y tế đã không thành công. Sau vụ việc này, nhiều phương tiện truyền thông đã đăng tải thông tin Lucas Silva sẽ chính thức giải nghệ ở tuổi 23, một độ tuổi còn rất trẻ đối với cầu thủ bóng đá. Nhưng ngay sau đó, ngày 12 tháng 7 năm 2016, Lucas Silva đã chính thức lên tiếng phủ nhận tin đồn giải nghệ mà báo chí đã đăng tin và anh tiếp tục gắn bó với câu lạc bộ Real Madrid cho đến khi tìm được đội bóng mới

## Sự nghiệp quốc tế
Ngày 30 tháng 10 năm 2012, Silva được gọi vào đội tuyển U20 Brazil, cho trận giao hữu với Paraguay. Anh cũng được gọi vào U21 cho Toulon Tournament 2014, xuất hiện trong 4 trận và ghi được 1 bàn trong suốt giải đấu.

## Thống kê sự nghiệp
Tính đến  ngày 29 tháng 4 năm 2015
| CLB         | Mùa giải  | Giải | Giải | Cup  | Cup | Châu lục | Châu lục | Khác | Khác | Tổng cộng | Tổng cộng |
| CLB         | Mùa giải  | Trận | Bàn  | Trận | Bàn | Trận     | Bàn      | Trận | Bàn  | Trận      | Bàn       |
| ----------- | --------- | ---- | ---- | ---- | --- | -------- | -------- | ---- | ---- | --------- | --------- |
| Cruzeiro    | 2012      | 8    | 0    | —    | —   | —        | —        | —    | —    | 8         | 0         |
| Cruzeiro    | 2013      | 23   | 2    | 3    | 0   | —        | —        | 2    | 0    | 28        | 2         |
| Cruzeiro    | 2014      | 27   | 1    | 4    | 0   | 8        | 0        | 9    | 0    | 48        | 1         |
| Cruzeiro    | Tổng cộng | 58   | 3    | 7    | 0   | 8        | 0        | 11   | 0    | 84        | 3         |
| Nacional-MG | 2012      | —    | —    | —    | —   | —        | —        | 1    | 0    | 1         | 0         |
| Real Madrid | 2014–15   | 8    | 0    | 0    | 0   | 1        | 0        | —    | —    | 9         | 0         |
| Marseille   | 2015–16   | 0    | 0    | 0    | 0   | 0        | 0        | —    | —    | 0         | 0         |
| Tổng cộng   | Tổng cộng | 66   | 3    | 7    | 0   | 9        | 0        | 12   | 0    | 94        | 3         |

1. ↑  Bao gồm Copa Libertadores, UEFA Champions League.
2. ↑  Bao gồm Campeonato Mineiro.

## Danh hiệu

### Câu lạc bộ

#### Cruzeiro
- Campeonato Brasileiro Série A: 2013, 2014
- Campeonato Mineiro: 2014

### Quốc tế

#### Brazil U21
- Toulon Tournament: 2014

### Cá nhân
- Tiền vệ phòng ngự tốt nhất Campeonato Brasileiro Série A: 2014[6]